# معموره
معموره، روستایی از توابع بخش گندمان شهرستان بروجن در استان چهارمحال و بختیاری است 

## جمعیت
این روستا در دهستان گندمان قرار داشته و براساس آخرین سرشماری مرکز آمار ایران که در سال ۱۳۸۵ صورت گرفته، جمعیت آن ۵۷۷ نفر (۱۳۹خانوار) بوده‌است.